# Липсень
Липсень (словен. Lipsenj) — поселення в общині Церкниця, Регіон Нотрансько-крашка, Словенія. Висота над рівнем моря: 654,6 м.